# Coliseo Municipal de Tunja
El Coliseo Municipal de Tunja, es un coliseo deportivo que se encuentra en el Villa olímpica de la ciudad de Tunja, Colombia. Es un importante escenario deportivo recientemente remodelado por parte Indeportes Boyacá, en este lugar se juega principalmente la Liga profesional de Baloncesto, también es puesto de votación, además de otras actividades lúdicas y culturales como las que se realizan a diario y durante el Festival Internacional De La Cultura. Es la sede del equipo Patriotas de Boyacá de Baloncesto.
- Datos: Q77759014